# Dialektika
A dialektika eredetileg a vitatkozás művészete az ókori görögöknél, a hét szabad művészet egyike. Általános filozófiai elméletté és módszerré a klasszikus német filozófia képviselői, mindenekelőtt Hegel fejlesztették. A természet, a társadalom és a gondolkodás legáltalánosabb mozgástörvényeinek összefoglalása. A jelenségeket összefüggéseikben, kölcsönhatásaikban, fejlődésükben, ellentéteik és ellentmondásaik keletkezésében, kifejlődésében, feloldásában, a mennyiségi változások minőségiekbe való átcsapásában vizsgálja a tagadás tagadása alapján. A fejlődést az ellentétek harca és egysége eredményének tekinti. Materialista változata az eszméket a valóság folyamatai tükröződéseként írja le. Eszerint a megismerés szubjektív dialektikája a valóság objektív összefüggéseit tárja fel, így a dialektika és a logika egységet alkot. A dialektika ellentéte a metafizika.

## Etimológiája
A dialektika (görög διαλεκτική) szó jelentése: vitatkozás, vitakészség, érvelés. Eredetileg a beszélgetés és társalgás mestersége, melyben bizonyos modellek és szabályok elsajátítása révén valaki azáltal fedhette fel az igazságot, hogy vitapartnere gondolkodásában (érvelésében) előforduló ellentmondásokat hozta felszínre.

## Története

### Antikvitás
A görög antikvitásban a dialektika terminusával jelölték a megbeszélések, viták különleges vitatechnikáját. Ennek során a vita egyik résztvevője elfogad egy tézist, amiből levezet egy azzal ellentétes konklúziót, majd az ellentmondásra alapozva utasítja el a tézist. Ezt a dialektikus vitatechnikát reductio ad impossible-nek, vagyis a lehetetlenbe redukálásnak, más néven indirekt bizonyításnak nevezzük. (Vagy: Reductio ad absurdum = ’más igaz állításokkal megy szembe’).  
Az ókori görög filozófusok számára is kezdetben a dialektika szó a párbeszéd és a vitatkozás művészetét jelentette (dialektiké tékhné). Számos görög filozófus és filozófiai irányzat (Epheszoszi Hérakleitosz, a milétoszi filozófiai iskola, részben a püthagoreusok) azonban, bár e terminus technicus alkalmazása nélkül, már foglalkozott a dialektika tartalmi kérdéseivel is. Így hangsúlyozták minden létező változékonyságát, a világ létezését folyamatként fogták fel. Felismerték, hogy ebben a folyamatban milyen nagy szerepet játszik a különböző tulajdonságok önmaguk ellentétébe való átmenete. Arisztotelész Eleai Zénónt tartotta a dialektika mint filozófiai irányzat megalkotójának, mivel ő részletesen elemezte a „mozgás” és a „sok” fogalmával kapcsolatos ellentmondásokat. 

#### Arisztotelész és a dialektika
Arisztotelész a dialektikát mint a valószínű véleményekkel kapcsolatos tudományt határozta meg, megkülönböztetve azt az apodeitikától, azaz a bizonyítással foglalkozó tudománytól. A Topika című művében a dialektika terminusának szélesebb értelmezését adja: a dialektika az érvelés művészete, melynek során a felek olyan premisszákat használnak, amelyek nyilvánvalóan nem igazak. Arisztotelész azt vizsgálja, hogy ezek a premisszák mint „eredmények” hogyan használhatók a vitában. A premisszák leggyakrabban általánosan elfogadott feltételezéseket tartalmaznak, de a legrosszabb esetben is olyanokat, amelyeket legalább a párbeszédben résztvevők egyike elfogad.
Arisztotelész általános szabályokat ad a vitában való viselkedéshez. Például leírja azt a módszert, ahogyan egy különleges tézist támadni vagy védeni kell, megadva a lehetséges lépéseket, amelyeket az ellenfélnek elsődlegesen „ki kell végezniük”. Számos figyelmeztetést ad a védekezőnek, hogy figyeljen bizonyos lépésekre, egy listát a pszichológiai trükkökről, amelyeket a támadó és a védekező használhat, hogy becsaphassák egymást.
Arisztotelész a dialektikát mint mentális tréninget is hasznosnak találta. Szerinte a pro és kontra érvekkel az igazságot gyorsan fel lehet tárni. Így a dialektika a valami mellett és ellen való érvelés művészete lehet. A vita során az egyik fél feltesz egy kérdést, amely specifikusan hangzik, mégis valamilyen általánosság van mögötte. Pl.: Meg kell büntetni ezt az embert? = Taníthatók-e az erényei? A védekező igenléssel vagy tagadással is válaszolhat, attól függően, hogy mit gondol. Pl.: Az erény tanítható/ Az erény nem tanítható. Amint a védekező válaszában megfogalmaz egy állítást, a támadó feltesz egy következő kérdést és így tovább. A nyitó kérdés (prológ) formája: Vajon S P? (Ahol S =szubjektum, P= predikátum= állítmány.) Ezek után a kérdés formája: Vajon S P vagy nem? Ez utóbbi kérdés és a rá adott válasz lesz a problemata. A védekező válaszával ismét elköteleződik (egy probléma mellett), s mivel a kérdező nem tudja, hogy a védekező melyik álláspont mellett is fog elköteleződni, ezért támadásának mindkét lehetőséget figyelembe kell vennie: S P/ S nem P. A támadó tehát felajánl egy feltevést, amit a védekező tézisként fogadhat el, s amire később hivatkozhat. A védekező inkább általános feltevések mellett köteleződik el, mint önkényes feltevések mellett. A támadó akkor nyer, amikor a védekező elfogadja azokat az állításokat, amelyek ellentmondanak egymásnak.

##### Toposzok
Annak érdekében, hogy a védekezők ellentmondásba keveredjenek, a támadók igénybe vehetik a topoi rendszerét (lat.: Loci), ami  argumentatív technikák halmaza. A Topika legnagyobb része ilyen technikákat tartalmaz. A toposz tulajdonképpen egy olyan hely, ahonnan a támadó ’érveket vehet’. Néhány fordításban a toposz a topográfiára utal: ’hely, vitahely, elhelyezkedés, keresési formula’. A toposz ugyanakkor szabály is, törvény és procedúra, és ez az, amit más fordítások hangsúlyoznak: ’érvelési séma, érvelési technika’, vagy Kneale és Kneale szerint ’lépés’ (move). Ez utóbbi fordítás előnye, hogy általa egyszerre asszociálhatunk két dologra: játék játszására és versenyzésre, így hangsúlyozva a tényt, hogy amint egy játékot vagy egy versenyt, úgy a vitát is meg lehet nyerni és el lehet veszíteni. A lépés tehát egy taktika támogatása, ami a vitában a tézis mellett vagy ellen szól. 
Az érv konklúziókból és premisszákból áll. A lépés meghatározza, melyik premissza használható, és garantálja az átmenetet a premisszákból a konklúzióba. Ez a garanciális funkció megfelel „szabályszerű”, „procedurális” karakterének. Csakúgy, mint a sakkban: nem mindegyik lépés felel meg minden támadásnak. A lépésfajták a cáfolandó állításoktól függnek.

##### A predikátumok osztályozása
Arisztotelész a predikátumokat részekre osztotta: tartalmazhat definíciót, birtokost, nemzetséget és az alany esetleges, véletlenszerű attribútumait. A definíció esetében a predikátum az alany természetét jelöli. (Az ember racionális állat). Birtokos esetében a predikátum felváltható az alannyal, habár nem jelöli annak természetét. (Az ember nyelvtanuló állat). Nemzetség esetében a predikátum egy széles osztály, ahová az alany mint fajhoz tartozik. (Az ember élőlény). Végül a véletlenszerű attribútumoknál a predikátum az alany esetleges tulajdonságára utal (Az ember bátor).
Osztályozásának megfelelően Arisztotelész birtokos, nemzetségbeli és véletlenszerű lépésekről beszél. Véletlenszerű lépés, amikor az egyik fél felvállalja egy tézis támadását, amiben a predikátum az alany véletlenszerűségét fejezi ki. Ez a többi kategória esetében is így működik.

##### ASzofisztikus cáfolat
Arisztotelész ebben a művében kitér a kérdések rendjére, a koncesszióra, amit a támadó kitalál, és azokra a kérdésekre, amelyeket a védekező nem kerülhet el igenlő válasszal. Ahogy a játékban a játékosok, úgy a vita résztvevői is csalhatnak a vitában, megszeghetik a szabályokat rossz vagy hamis lépésekkel. Arisztotelész a hamis lépéseket egy másik munkájában, a Szofisztikus cáfolatban tárgyalja, amelyben nem csak a hamis lépéseket, hanem azokat a stratégiákat is vizsgálja, amelyek vesztéshez vezetnek. Ez akkor történik, amikor az ellenfél elfogad egy tézist és annak cáfolatát is. Ilyenkor a támadó nyer. Arisztotelész szerint a támadó nyerhet, ha: 1. ráveszi a védekezőt hamis vagy paradox állítások tételére, 2. megtéveszti a védekezőt, aki így grammatikai hibát követ el, 3. gondoskodik róla, hogy a védekező folyamatos önismétlésbe keveredjen.  A Szofisztikus cáfolatban Arisztotelész végigveszi azokat a lépéseket, amelyekkel a támadó elérheti a fenti végeredményt. A Szofisztikus cáfolat fontos szerepet játszott a történelemben, s később a tévhitek teóriájaként lett ismert.

#### Szókratész és Platón
Szókratész kötötte össze a dialektikát, mint a vitatkozás tudományát és mint a filozófia általános tudományos módszerét. Nála a beszélgetés a tudományos eljárás egyik módja, amelynek segítségével a beszélők fogalmaikat vizsgálják, helyreigazítják s egyeztetik: itt a dialektika általában a fogalmakkal való módszeres bánásmód, a logikához hasonló módszer. A szókratészi dialektika elsődleges célja a fogalmak definiálása volt, mely hamis jelentéseken keresztül a végső helyes meghatározáshoz vezetett.  Szókratész által válik filozófiai ággá a dialektika, mivel a beszéd művészetét a tudományosság szintjére emeli.
Platón ugyan a létről szóló fejtegetései kiindulópontjában az igazi létet úgy határozza meg, mint ami önmagával azonos és változatlan, azonban A szofista és Parmenidész című dialógusaiban messzemenően dialektikus eredményekre jut. Eszerint a létező legfelső nemei csak úgy gondolhatók el, mint amik vannak is meg nincsenek is, egyenlők is önmagukkal meg nem is egyenlők, azonosak is önmagukkal meg át is mennek a maguk másába. Így mutatott rá a lét ellentmondásaira, azaz hogy az egységes is meg sokféle is, nyugalomban is van meg mozgásban is van, és még sok hasonló aspektusra. Platón szerint a dialektika művészete abban a felismerésben rejlik, hogy az ellentmondások szükséges feltételét alkotják a lélek elmélkedésre serkentésének. Az ő dialektikája „a kérdés és továbbkérdezés következetessége révén juttatta érvényre a dolog tartalmát, mint a vélekedés egyoldalúságán túlmutató tárgyi konzekvenciát”.  Értelmezése szerint az egyetemesebb fogalmak magukba foglalják az alacsonyabb rendű fogalmakat. A gondolkodást a filozófia végső kérdései felé kell irányítani. A platóni gondolatokat a dialektikáról továbbfejlesztették követői, a neoplatonikusok, így Plótinosz és Proklosz.

### Középkor és újkor
A középkorban, a skolasztikus filozófia virágzása idején dialektikának a formális logikát nevezték, megkülönböztetve azt a retorikától. A dialektikát a filozófiában egyáltalán nem alkalmazták.
A dialektika, mint filozófiai módszer és irányzat továbbfejlődése az újkor közeledtével, a tőkés társadalom fejlődésének korai szakaszában kezdődött meg újra. Nicolaus Cusanus és Giordano Bruno mélyebben foglalkoztak az ellentétek egybeesésével. Az újkor kezdetén a skolasztikához hasonlóan a metafizikus gondolkodásmód volt az uralkodó, de Descartes és Spinoza munkásságukban messzemenően a dialektikus gondolkodást alkalmazták. A 18. században Rousseau kimutatta, hogy az ellentmondások a történelmi fejlődés feltételét alkotják, Diderot pedig emellett kora társadalmi tudatának ellentmondásait kutatta.
Kant az újkori metafizika tanításaival szemben határozottan dialektikus gondolatokat fogalmazott meg, felismerte az ellentétes erők szerepét a fizikai és kozmogóniai folyamatokban és Descartes nyomán elsőként alkalmazta a fejlődés gondolatát a természet megismerésében. Az ismeretelmélet terén is karakterisztikusan dialektikus gondolatokat fejt ki az „antinómiákról” szóló elméletében. Az emberi gondolkodásban azonban az ész dialektikája szerinte illúzió, egyet jelent a szofisztikával, vagyis – ahogy ő nevezi – ez a látszat logika. Véleménye szerint ez egy olyan mesterség, ami az igazit, a valót hivatott leplezni. „Kant a dialektikát csak azért veszi igénybe, hogy megmutassa, micsoda tévutakra, önellentmondásokba kerülünk, ha olyan kérdésekre is feleletet akarunk, melyre az emberi ész képességeinél fogva már nem lehet hívatott, az Idee éppen ennek a dialektikának köszönheti az egész munkának történelmileg talán a legjelentősebb gondolatát.”
Fichte ismeretelméletében (Wissenschaftslehre, azaz Tudománytan) a kategóriák levezetésében fontos dialektikus gondolatokat fejtett ki. Kant nyomán Schelling is továbbfejlesztette a természeti folyamatok dialektikus felfogását.
Az idealista dialektika rendszerét Hegel fejtette ki a legmélyebben. Szerinte a dialektika olyan metódus, amelynek jellemző vonása, hogy minden fogalom ellentéteket foglal magában, minden fogalom fejlődésen megy keresztül; e fejlődés közben ellentétekre bomlik, de csak azért, hogy azután új, magasabb egységbe összefoglalódjék.Ő ábrázolta elsőként „az egész természeti, történelmi és szellemi világot... folyamatnak, vagyis állandó mozgásban, változásban, átalakulásban és fejlődésben lévőnek”. Kísérletet tett arra, hogy ebben a mozgásban és fejlődésben kimutassa a belső összefüggéseket.
Hegel a dialektikát a filozófia (logika) elemi módszerének tartotta. „Logika” című könyvében kifejtette, hogy „minden fogalom fejlődése közben az ellentétébe csap át, hogy aztán az ellentétével együtt egy magasabb egységbe olvadjon (tézis, antitézis, szintézis elve).”
Kanttól eltérően az emberi értelem ellentmondásai a minden jelenségre, folyamatra jellemző objektív ellentmondásokat tükrözik, Rámutatott arra, hogy a mozgást, fejlődést az ellentmondások teszik lehetővé. A dialektika Hegel szerint megmutatja, hogy az elvont meghatározások egyoldalúak és korlátozottak, magukban foglalják saját tagadásukat, átmenetüket az egyik meghatározásból a másikba. A dialektika ezért a tudományos haladás mozgató ereje. Az a hegeli elv, hogy minden dolog szükségszerűen a saját tagadása felé halad, a filozófia világán kívül is nagy hatással bírt, ezért – Herzen megfogalmazása szerint – a haladó gondolkodók, a forradalmárok Hegel dialektikáját a forradalom algebrájának tekintették.

### A dialektika és a marxizmus
Marx és Engels Hegel dialektikájából indultak ki, de elvetették annak idealista tartalmát és azt materialista alapokra helyezték. A megismerés történeti folyamatát, fejlődését materialista módon, a természetben, társadalomban és a gondolkodásban végbemenő valóságos folyamatok tükrözéseként fogták fel. A materialista dialektika nem csak ontológiai (lételméleti), hanem ismeretelméleti is, egyben logika is, mivel a gondolkodást és a megismerést is vizsgálja, mégpedig azok keletkezésében és fejlődésében.
A materialista dialektika az ismeretelméletet is a megismerés történetének általánosításaként fogja fel. A dialektika mint logika a gondolkodás mozgásáról, illetve a kategóriák, mint a legáltalánosabb és leglényegesebb fogalmak mozgásáról szóló tudomány. A gondolkodás törvényei a lét törvényeit tükrözik vissza.
A dialektika, az úgynevezett objektív dialektika az egész természetben uralkodik, az úgynevezett szubjektív dialektika, pedig, a dialektikus gondolkodás, csak reflexe a természetben mindenütt érvényesülő ellentétekben-mozgásnak, s ezek az ellentétek szabják meg éppen állandó ellenkezésükkel és végső egymásba, illetve magasabb formákba olvadásukkal a természet életét.
A materialista dialektika alapvető törvényei:
- Az ellentétek egysége és harca
- A mennyiségi változások átcsapása minőségiekbe
- A tagadás tagadásának törvénye

A legfontosabb kategóriapárok: lényeg és jelenség, tartalom és forma, véletlen és szükségszerűség, ok és okozat, lehetőség és valóság, illetve az egyes, különös és általános ellentmondása és kölcsönhatása.
A materialista dialektika szerint a fejlődés a mennyiségi változások minőségiekbe történő átcsapása révén előrehaladó folyamat, amelynek során megszakad a fokozatosság. Egy ilyen ugrás során megtörténik a fejlődés kiinduló állapotának tagadása, majd egy további ugrás révén ennek a tagadásnak a tagadása, és az eredeti állapot bizonyos vonásainak, oldalainak magasabb szintű megismétlődése.

## Dialektika az érveléstechnikában
A filozófián túl azonban a dialektika még egy tudományterület: a kommunikációelmélet felé is nyitott, s ma már  a logika, a retorika mellett az érveléstechnika tárgykörébe tartozó egyik legmeghatározóbb módszerként, tudományágként tartják számon.